# Sarah Pavanová
Sarah Lindsey Pavanová (* 16. srpna 1986 Kitchener) je kanadská volejbalistka a plážová volejbalistka.
V šestkovém volejbale se proslavila během působení v americkém univerzitním týmu Nebraska Cornhuskers, s nímž v roce 2006 vyhrála mistrovství National Collegiate Athletic Association a byla vyhlášena nejlepší hráčkou turnaje. V dresu Rio de Janeiro Vôlei Clube se stala v letech 2013 a 2014 mistryní Brazílie. V kanadské reprezentaci debutovala v šestnácti letech a zúčastnila se s ní mistrovství světa ve volejbale žen 2010.
Od roku 2013 se zaměřila na plážový volejbal. Její první partnerkou byla Heather Bansleyová, s níž byla čtvrtfinalistkou Letních olympijských her 2016. Od září 2016 hraje s Melissou Humana-Paredesovou. Vyhrály spolu pět turnajů FIVB Beach Volleyball World Tour. Mají zlaté medaile z Her Commonwealthu 2018 a z Mistrovství světa v plážovém volejbalu 2019.
Její mladší sestra Rebecca Pavanová je také volejbalovou reprezentantkou.